# 全球反詐騙組織
全球反詐騙組織（簡稱GASO）是一個成立於2021年6月，為世界各地的網路犯罪受害者提供支援的美國非營利組織。在2022年，臺灣發生多起往柬埔寨和泰国工作之詐騙事件。2022年8月6日，全球反詐騙組織通告不再協助救援自8月3日起赴柬埔寨的臺灣人和马来西亚人。而全球反詐騙組織並未因此直接放棄在台宣導阻止詐騙。

## 質疑
東南亞跨國人口販賣事件發生後，該組織曾被網紅溫朗東質疑其真實性。刑事警察局國際刑警科長李泱輯回應，該組織確實為真，且提供過有效情資。

## 外部連結
- YouTube上的全球反詐騙組織（Global Anti-Scam Organization）頻道